# Blue Effect (groupe)
Blue Effect est un groupe de rock progressif tchèque, se produisant également sous les noms de M. Efekt, Modrý effekt ou The Special Blue Effect, depuis leur formation en 1968 jusqu'à leur dissolution en 2016.

## Histoire

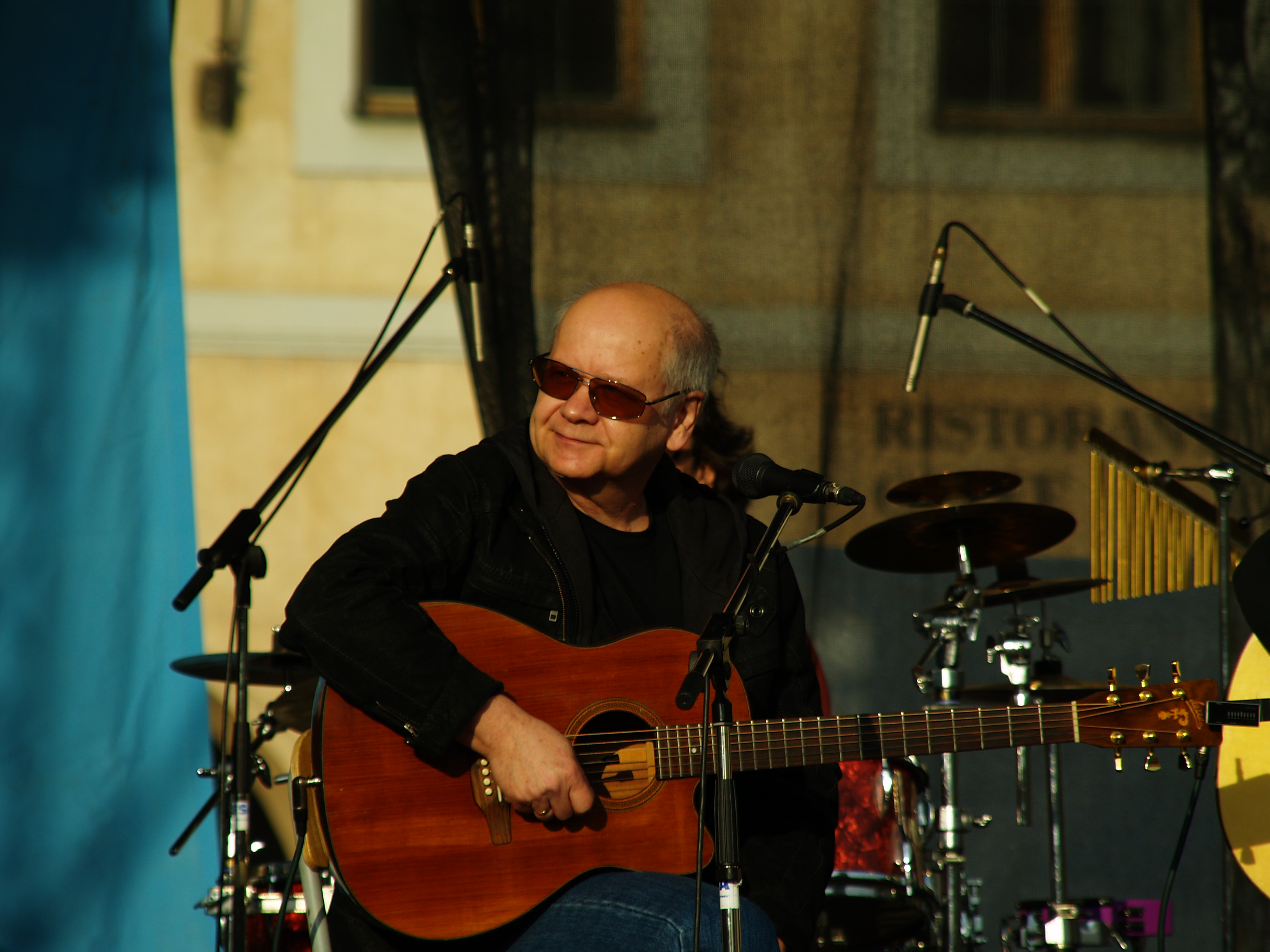
Radim Hladik jouant à Prague, le 8 mai 2010.

La formation comprenait notamment Radim Hladík, ancien membre des The Matadors (en). Le groupe a changé plusieurs fois de style musical, allant du rythme and blues au jazz fusion en passant par l'art rock.
En France, le groupe est notamment connu pour son titre Má hra, de l'album Nová Syntéza, qui a fait l'objet de sample par le projet One-T, notamment dans The Magic Key,,.

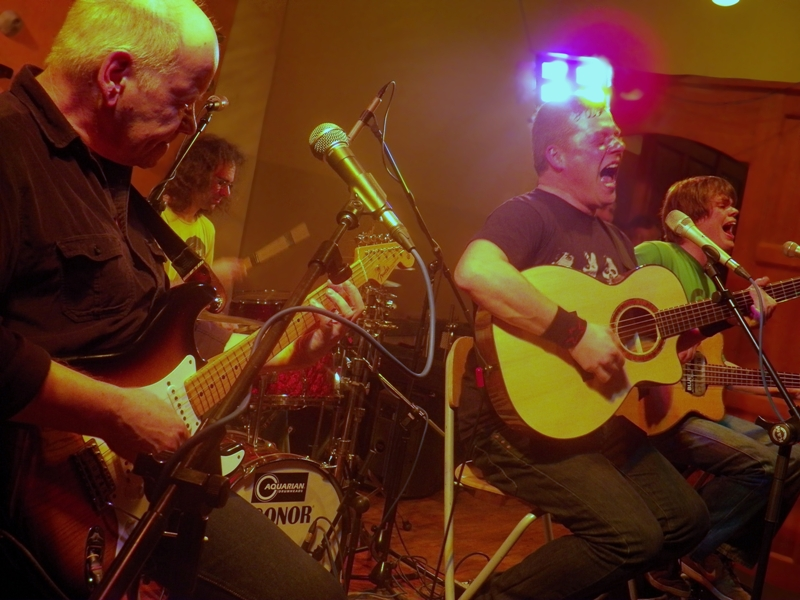
Blue Effect en 2012.

Radim Hladík décède le 4 décembre 2016, à l'âge de 69 ans, d'une fibrose pulmonaire, ce qui coïncide avec la dissolution du groupe.
La composition du groupe, avant la mort de son leader, était :
- Radim Hladík - guitare
- Jan Křížek - chant, guitare
- Václav Zima - batterie
- Vojtěch Říha - guitare basse, chant

## Albums
- Meditace (1970)
- Coniunctio (1970)[7]
- Kingdom of Life (1971)
- Nová syntéza (1971)
- Nová syntéza 2 (1974)
- Modrý efekt et Radim Hladík (1975)
- Svitanie (1977)
- Svět hledačů (1979)
- 33 (1981)[8]